# Estação Mucuripe
A Estação Mucuripe é uma estação de Veiculo Leve sobre Trilhos (VLT) localizada na Avenida Almirante Henrique Saboia (Via Expressa), com a rua Olga Barroso no bairro Mucuripe, em Fortaleza, Brasil. Faz parte da Linha Nordeste do Metrô de Fortaleza, administrado pela Companhia Cearense de Transportes Metropolitanos (Metrofor).

## Histórico
A estação foi oficialmente inaugurada no dia 16 de Setembro de 2020, juntamente com a estação Iate, contando com a presença do Governador Camilo Santana e do então prefeito de Fortaleza Roberto Claudio, sendo aberta para o uso da população no dia seguinte (17 de Setembro de 2020).

## Características
Estação de Superfície, com bilheterias ao nível do solo, rampa de acesso para pessoas portadoras deficiência, sistemas de sonorização. Com estrutura semelhante às demais estações, a plataforma de embarque e desembarque da estação ilha, no entanto, possui seu mobiliário todo localizado em seu eixo, garantindo um bom deslocamento por parte dos usuários nas duas extremidades da plataforma. Guarda-corpos também foram localizados nas extremidades da plataforma para garantir mais segurança, liberando apenas a área direta de embarque e desembarque.

## Nomenclatura
O nome dessa estação homenageia um famoso bairro de Fortaleza, o bairro do Mucuripe, onde a estação se insere. O bairro é um importante ponto turístico e cartão-postal da capital, se localizando nele, entre outras coisas o porto do Mucuripe e o Mercado dos Peixes de Fortaleza. O bairro também serviu de inspiração para a musica Mucuripe do cantor e compositor cearense Belchior.

## Acessos
Seguindo o padrão das demais estações, o acesso é feito através do bloco destinado para área para estacionamento de bicicletas, bilheteria, WCs e depósito. Neste caso, após a compra do bilhete, o usuário é conduzido através de um caminho determinado pela paginação do piso, até a passagem de nível que dá acesso à rampa e escada de entrada da plataforma de embarque e desembarque onde estão localizadas as cancelas eletrônicas de acesso.